# پیکسیلیشن
پیکسیلیشن یکی از تکنیک‌های استاپ موشن است که در آن پرسوناژ زنده، بازیگر نقش اصلی است و مقاطعی از حرکت پرسوناژ انتخاب شده و چند کادر عکسبرداری می‌شود. حاصل، حرکت منقطع بازیگر است که با سرعت‌های متفاوت و مناسب موضوع فیلم، حالتی تازه و بدیع را القا می‌کند.
پیکسیلیشن انیمیشن به صورت فریم به فریم تصویربرداری می‌شود و دو ویژگی بارز و وجه تمایز آن با تکنیک‌های دیگر وجود موجودات زنده به عنوان سوژهٔ اصلی و همچنین اعجاز و جادو می‌باشد.
در سال ۱۹۵۳ این تکنیک توسط نورمن مک لارن در فیلم کوتاه همسایه‌ها (یا همسایه ات را دوست بدار) به کار گرفته شد و کاراکترهای وی که انسان بودند در فیلم به پرواز درآمدند بسیار پیش از ورود پرده‌های سبز و سایر تکنیک‌های جلوه‌های ویژه به سینما و تلویزیون.این تکنیک را نورمن مک لارن به امیل کوهل و فیلم فانتاسماگوری ۱۹۰۸ نسبت داده است.